# Anopheles culicifacies
Anopheles culicifacies (sensu lato) är en art malariamyggor inom familjen stickmyggor. Myggan är en stor faktor vad gäller spridningen av malaria på indiska subkontinenten, men den förekommer också i Afghanistan, Bahrain, Myanmar, Jemen, Kambodja, Kina, Eritrea, Etiopien, Irak, Iran, Laos, Nepal, Oman, Pakistan, Sri Lanka, Thailand och Vietnam.